# Nature morte à la bouteille de rhum
Nature morte à la bouteille de rhum est un tableau peint par Pablo Picasso en 1911 à Céret. Cette huile sur toile est une nature morte cubiste représentant une bouteille de rhum. Propriété d'Amédée Ozenfant puis de Le Corbusier, elle est aujourd'hui conservée au Metropolitan Museum of Art, à New York.

## Expositions
- Le Cubisme, Centre national d'art et de culture Georges-Pompidou, Paris, 2018-2019.